# Parafia Miłosierdzia Bożego w Goleszach
Parafia Miłosierdzia Bożego w Goleszach-Swolszewicach – parafia rzymskokatolicka znajdująca się w archidiecezji łódzkiej w dekanacie wolborskim.
Parafia erygowana 1 września 1990 roku przez arcybiskupa Władysława Ziółka.
Kościół parafialny został wybudowany w latach 1987–1995 według projektu architekta Eugeniusza Brackiego, a jego konsekracja nastąpiła 1 X 1995 r., której dokonał abp Władysław Ziółek.

## Kościoły i kaplice na terenie parafii
- Kościół pw. Narodzenia NMP, w Swolszewicach Małych
- Kaplica pw. św. Maksymiliana Kolbego, w Swolszewicach Dużych

## Proboszczowie parafii
- 1987-1998 – ks. Marek Izydorczyk
- 1998-2001 – † ks. Henryk Zimnicki
- 2001-2011 – † ks. Roman Ochnicki[1]
- 2011- – ks. Damian Skwara